# Landaville
Landaville est une commune française située dans le département des Vosges en région Grand Est.
Ses habitants sont appelés les Landavillois.

## Géographie

### Localisation
Landaville est située à mi-chemin entre Neufchâteau et Bulgnéville, dans la vallée du Bani, un sous-affluent de la Meuse. Les habitations se distribuent en deux quartiers, Landaville-le Haut, à flanc de coteau, et Landaville-le Bas, de l'autre côté de la D 164.

### Géologie et relief
La commune se compose de 52,46 hectares de territoires artificialisés (3,97 %), 704,86 hectares de territoires agricoles (53,32 %) et 564,43 hectares de forêts et milieux semi-naturels (42,70 %).
Espaces naturels :
- Cinq zones naturelles d'intérêt écologique, faunistique et floristique (Znieff) :

Pays de Neufchâteau.
Ruisseau Le Petit Bany de Beaufremont à Landaville.
Butte entre Landaville et Beaufremont.
Carrière vers Cens-Ban à Jainvillotte.
Carrière vers les Colombelles à Landaville.

### Hydrographie et les eaux souterraines
Hydrogéologie et climatologie : Système d’information pour la gestion des eaux souterraines du bassin Rhin-Meuse :
Territoire communal : Occupation du sol (Corinne Land Cover); Cours d'eau (BD Carthage),
Géologie : Carte géologique; Coupes géologiques et techniques,
 Hydrogéologie : Masses d'eau souterraine; BD Lisa; Cartes piézométriques.
La commune est située dans le bassin versant de la Meuse au sein du bassin Rhin-Meuse. Elle est drainée par le ruisseau le Bani et le ruisseau de Lemmecourt,.
Le Bani, d'une longueur totale de 11,7 km, prend sa source dans la commune de Hagnéville-et-Roncourt et se jette dans le Mouzon à Circourt-sur-Mouzon, après avoir traversé six communes.

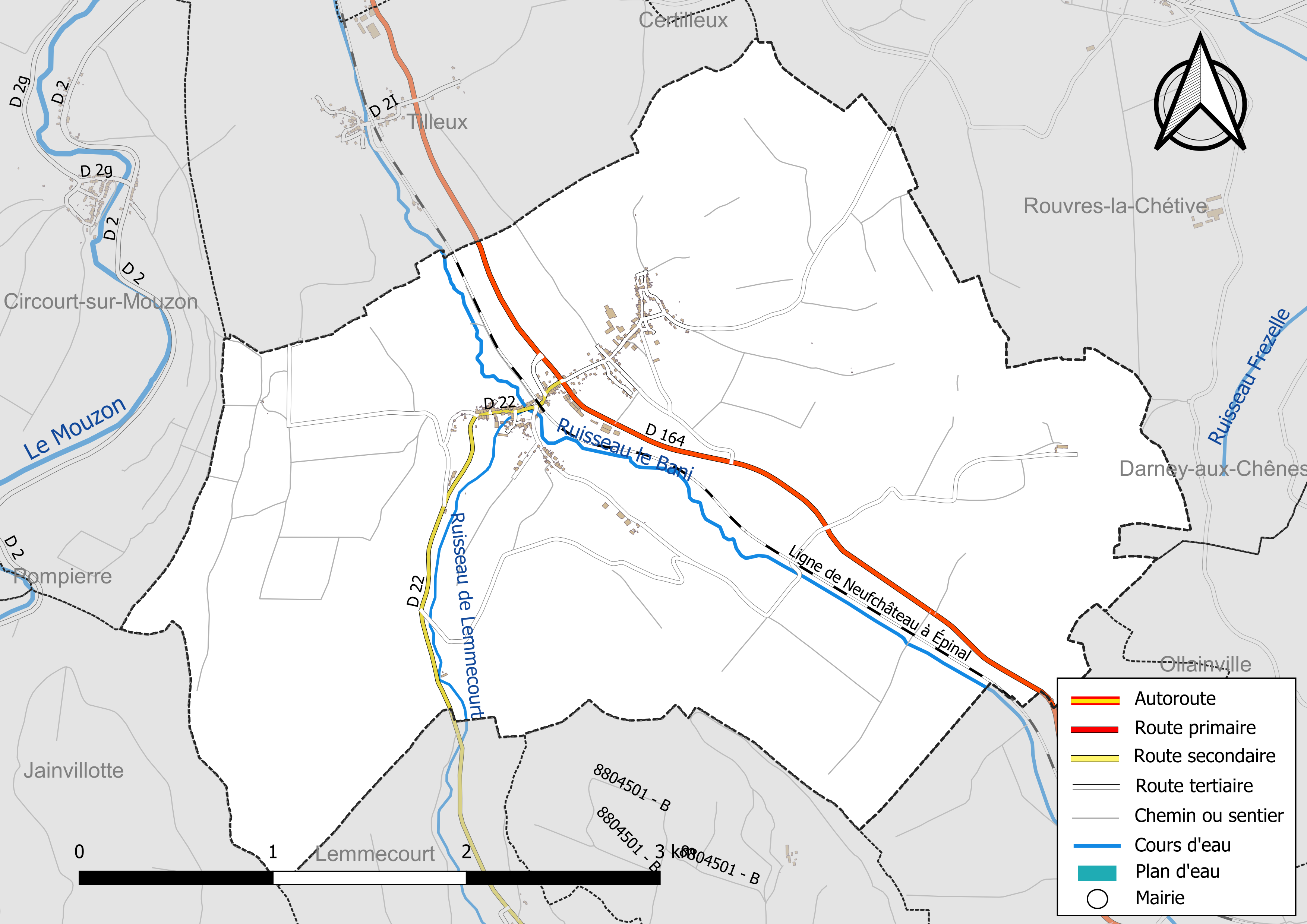
Réseaux hydrographique et routier de Landaville.

La qualité des eaux de baignade et des cours d’eau peut être consultée sur un site dédié géré par les agences de l’eau et l’Agence française pour la biodiversité.

### Climat
Pour des articles plus généraux, voir Climat du Grand Est et Climat des Vosges.
En 2010, le climat de la commune est de type climat de montagne, selon une étude du Centre national de la recherche scientifique s'appuyant sur une série de données couvrant la période 1971-2000. En 2020, Météo-France publie une typologie des climats de la France métropolitaine dans laquelle la commune est exposée à un climat océanique altéré et est dans la région climatique  Lorraine, plateau de Langres, Morvan, caractérisée par un hiver rude (1,5 °C), des vents modérés et des brouillards fréquents en automne et hiver. 
Pour la période 1971-2000, la température annuelle moyenne est de 9,2 °C, avec une amplitude thermique annuelle de 16,5 °C. Le cumul annuel moyen de précipitations est de 1 022 mm, avec 13,6 jours de précipitations en janvier et 9,7 jours en juillet. Pour la période 1991-2020, la température moyenne annuelle observée sur la station météorologique de Météo-France la plus proche, « Rollainville », sur la commune de Rollainville à 8 km à vol d'oiseau, est de 10,3 °C et le cumul annuel moyen de précipitations est de 860,3 mm. 
La température maximale relevée sur cette station est de 39,6 °C, atteinte le 25 juillet 2019 ; la température minimale est de −18,2 °C, atteinte le 20 décembre 2009,,. 
Les paramètres climatiques de la commune ont été estimés pour le milieu du siècle (2041-2070) selon différents scénarios d'émission de gaz à effet de serre à partir des nouvelles projections climatiques de référence DRIAS-2020. Ils sont consultables sur un site dédié publié par Météo-France en novembre 2022.

## Urbanisme

### Typologie
Au 1er janvier 2024, Landaville est catégorisée commune rurale à habitat dispersé, selon la nouvelle grille communale de densité à sept niveaux définie par l'Insee en 2022.
Elle est située hors unité urbaine. Par ailleurs la commune fait partie de l'aire d'attraction de Neufchâteau, dont elle est une commune de la couronne,. Cette aire, qui regroupe 72 communes, est catégorisée dans les aires de moins de 50 000 habitants,.

### Occupation des sols
L'occupation des sols de la commune, telle qu'elle ressort de la base de données européenne d’occupation biophysique des sols Corine Land Cover (CLC), est marquée par l'importance des territoires agricoles (53,2 % en 2018), en diminution par rapport à 1990 (54,3 %). La répartition détaillée en 2018 est la suivante : 
forêts (42,8 %), prairies (40,2 %), terres arables (7,8 %), zones agricoles hétérogènes (5,2 %), zones urbanisées (2,6 %), mines, décharges et chantiers (1,3 %). L'évolution de l’occupation des sols de la commune et de ses infrastructures peut être observée sur les différentes représentations cartographiques du territoire : la carte de Cassini (XVIIIe siècle), la carte d'état-major (1820-1866) et les cartes ou photos aériennes de l'IGN pour la période actuelle (1950 à aujourd'hui).

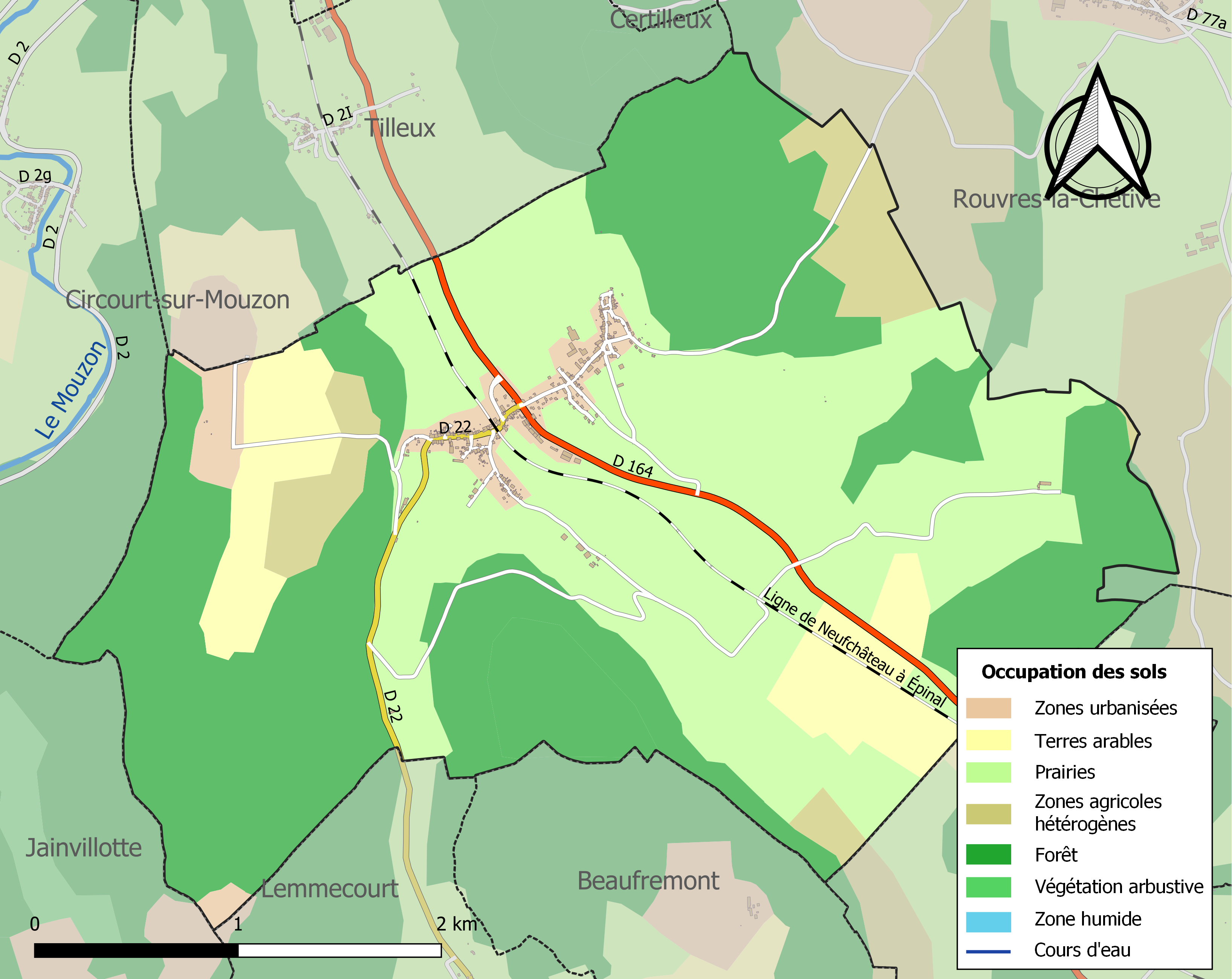
Carte des infrastructures et de l'occupation des sols de la commune en 2018 (CLC).

### Voies de communications et transports

#### Voies routières
- A31 (aussi appelée autoroute de Lorraine-Bourgogne). Échangeurs Châtenois, Bulgnéville, Robécourt.

#### Transports en commun
- Fluo Grand Est.

#### Lignes SNCF

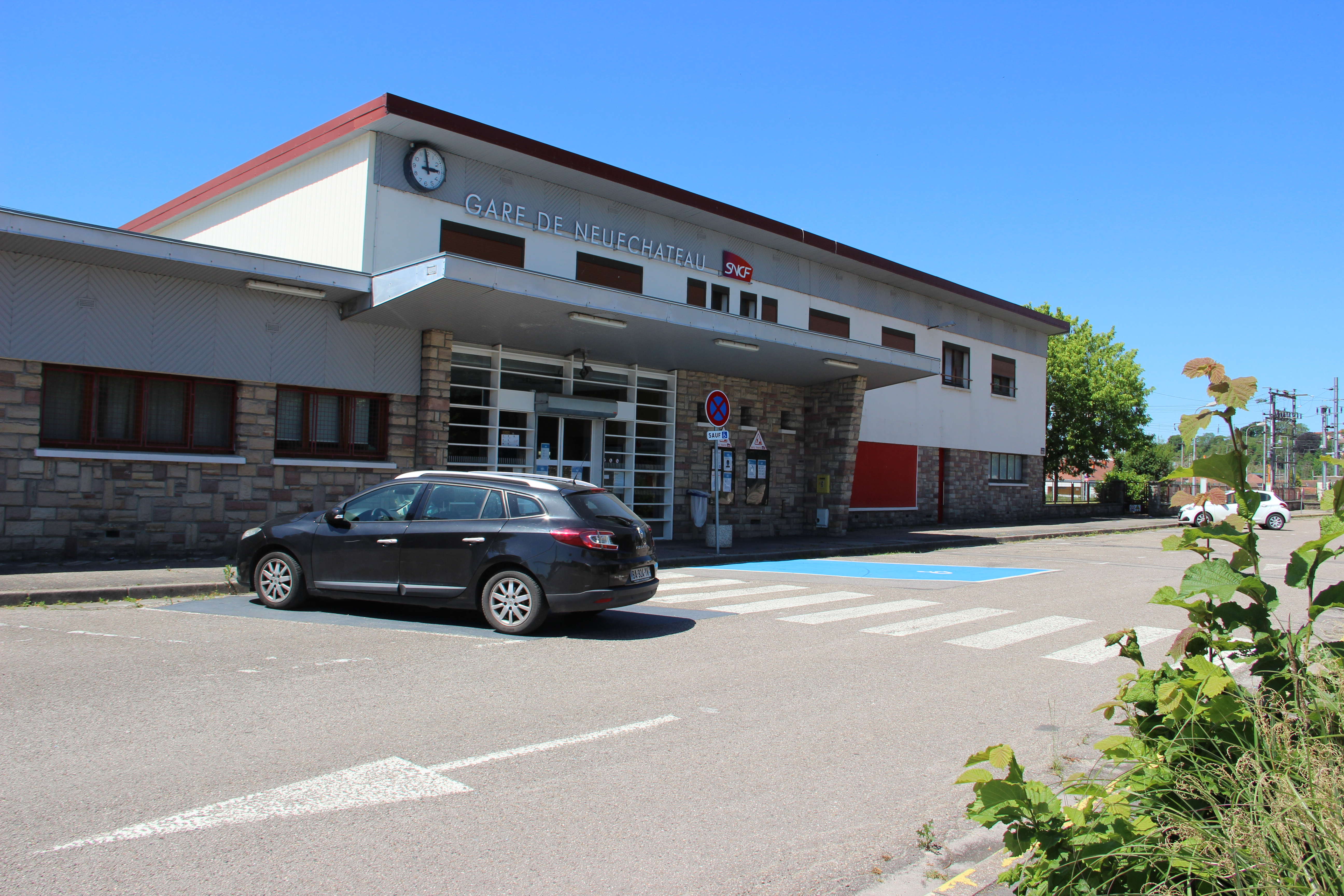
Gare de Neufchâteau.

- Gare de Neufchâteau
- Gare de Contrexéville
- Gare de Vittel
- Gare de Merrey

#### Transports aériens
- L'Aéroport d'Épinal-Mirecourt « Vosges Aéroport ».

À partir de l'été 2021, l’aéroport d’Épinal-Mirecourt est devenu le "pélicandrome" de la Zone Est et servira ainsi de base de ravitaillement et d’intervention pour les avions bombardiers d’eau connus sous le nom de Dash 8.
- Aérodrome de Langres - Rolampont.

## Toponymie
Le nom de la localité est attesté sous les formes Landini villa (811) ; A domino Hugone de Landennivilla (1083) ; Landeni villa (1145) ; Landanvile (1148) ; Landenvile (1149) ; Landeinville (1267) ; Liebaus de Landoiville (1270) ; Sires Jehans de Landoville (1299) ; Landevilla (1402) ; Landeville (1406) ; Landeiville (1411) ; Landaville (1484) ; Landanville (1563) ; Landaville le Haut, Landaville la Basse (1751).

## Histoire
Landaville était autrefois divisé en deux : Landaville-le-Haut qui était de la Lorraine, et Landaville-le-Bas qui était au Barrois. 
De l'église paroissiale construite au XIIe siècle à Landaville-le-Haut, il subsiste la tour clocher sur l'ancienne travée droite de chœur. La nef et le chœur ont été reconstruits en 1762.
Il existait au Moyen Âge à Landaville-le-Bas qui dépendait de la baronnie de Beaufremont, selon des documents de 1345, un château fort. Détruit et reconstruit au fil des différentes guerres, il est reconstruit au XVIe siècle semble-t-il pour la famille du Hautoy, dont il ne subsiste aujourd'hui qu'une tour et une partie du gros-œuvre du bâtiment actuel.

Vues historiques.
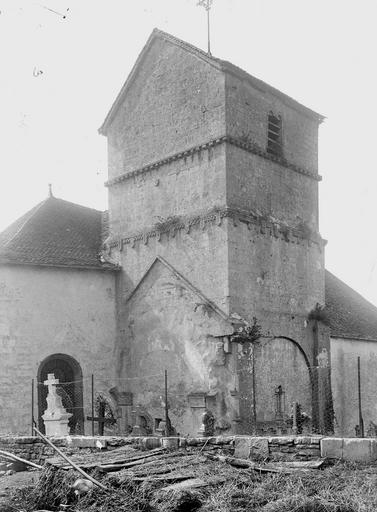
Église paroissiale de L'Assomption-de la-Vierge en 1914.
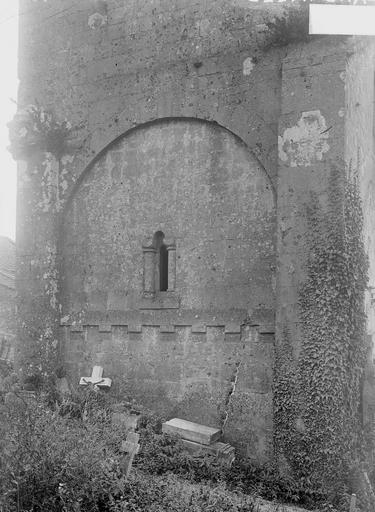
Détail extérieur de l'église en 1914.
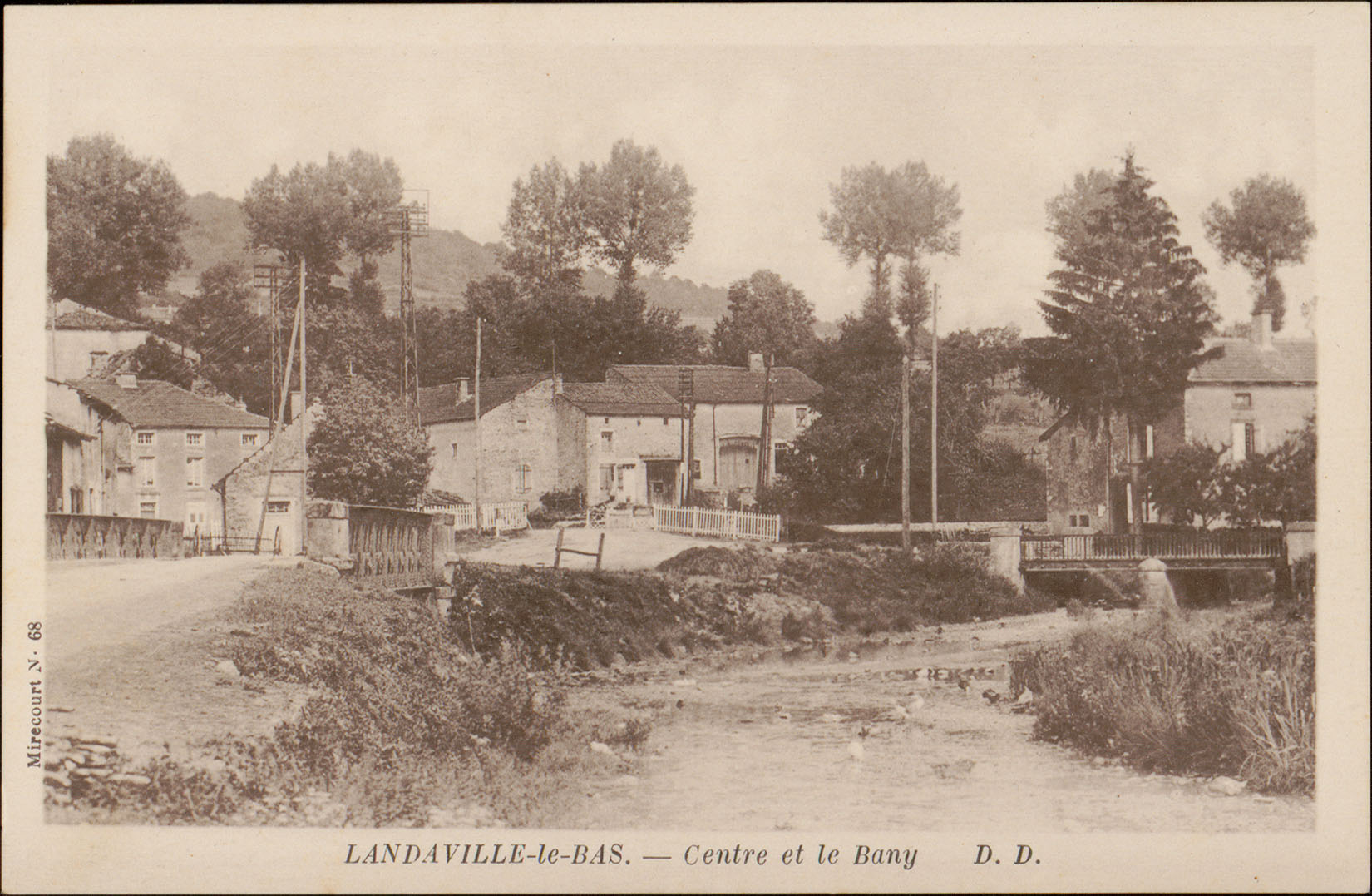
Landaville-le-Bas, Centre et le Bany entre 1880-1945.
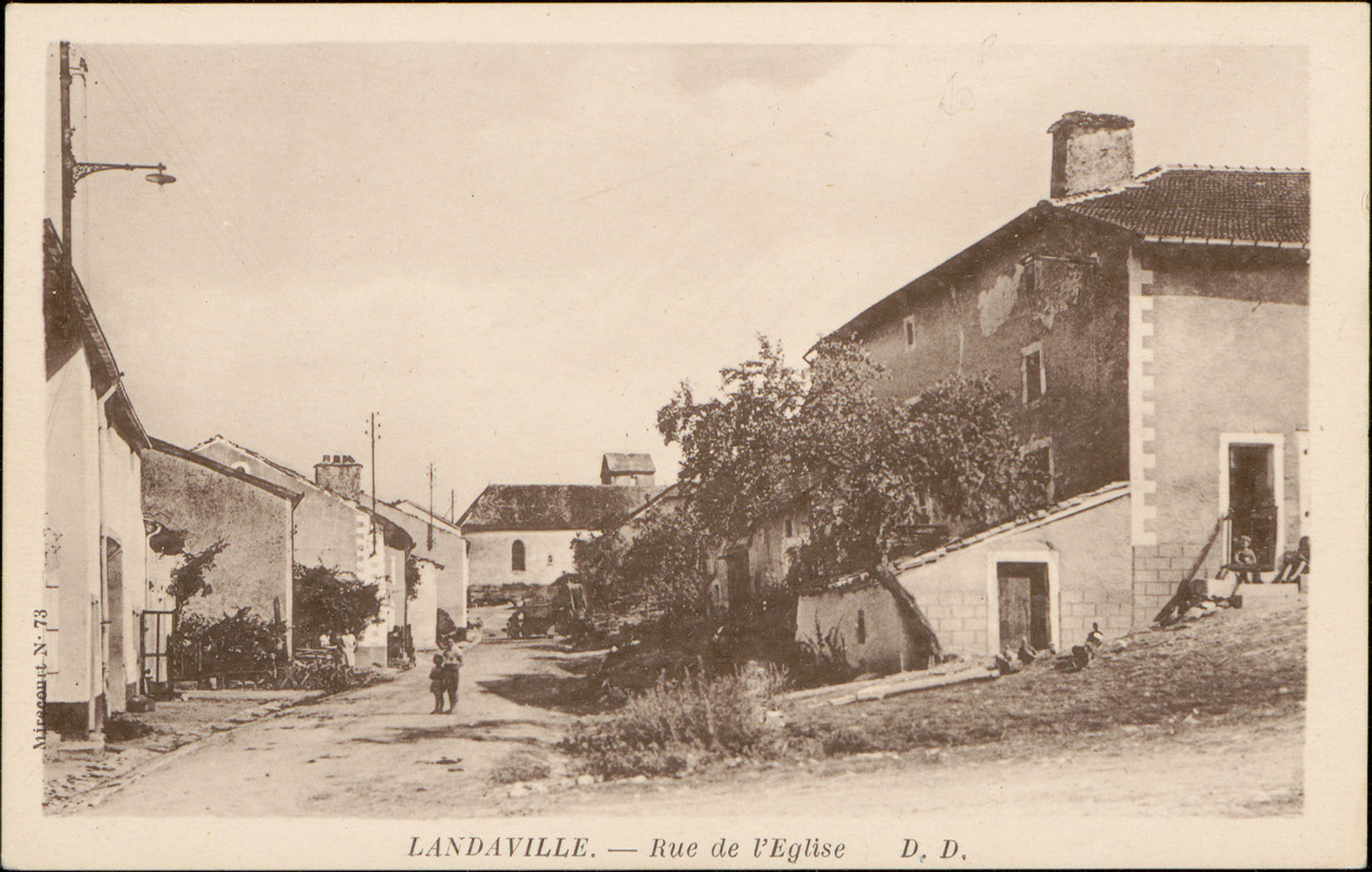
Carte postale représentant la rue de l'Eglise, entre 1880-1945.

## Lieux et monuments

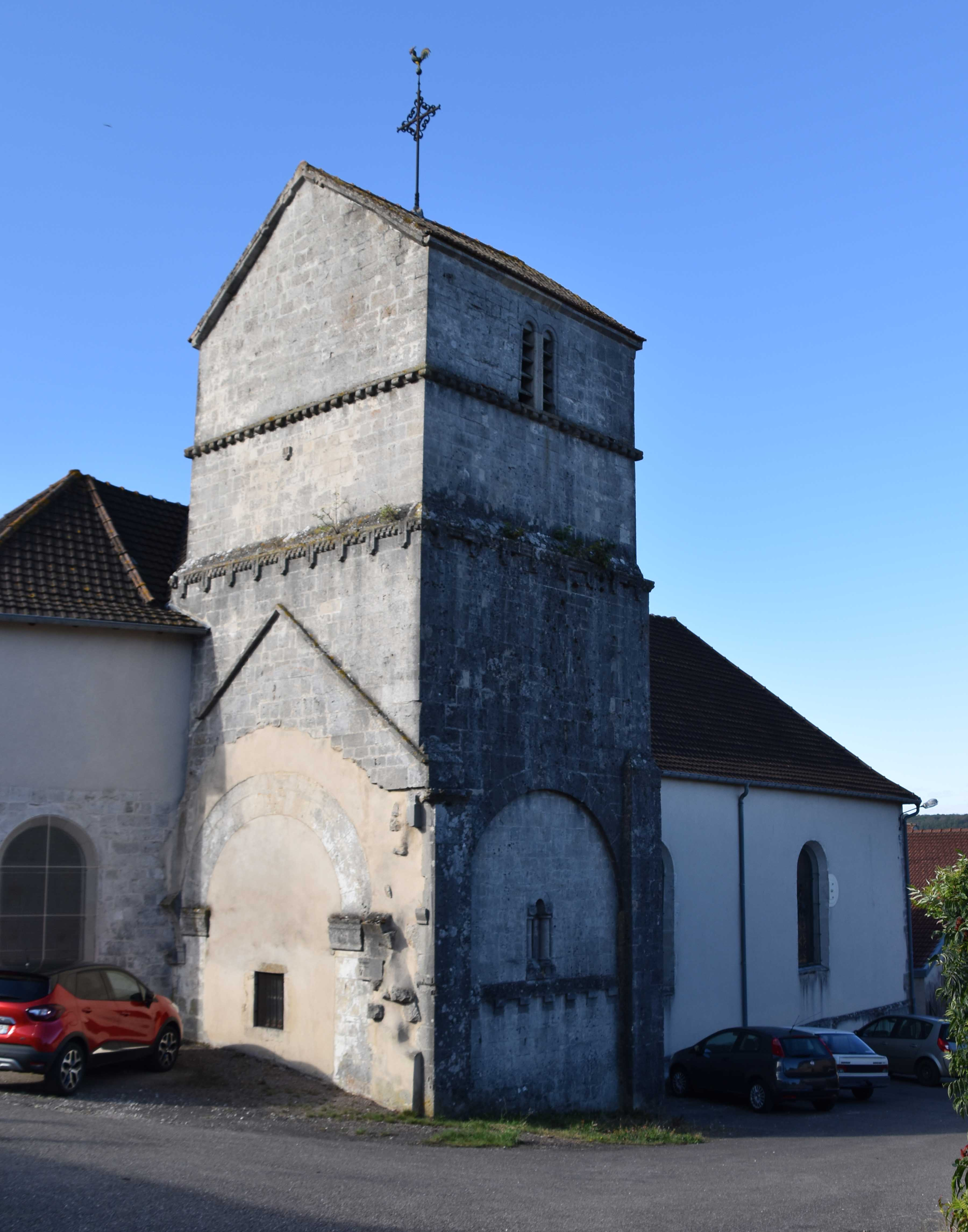
Église de l'Assomption-de-Notre-Dame en 2020.

- Église paroissiale de l'Assomption-de la-Vierge, du XVIIIe siècle, inscrite partiellement pour son clocher au titre des monuments historiques par arrêté du 3 mars 1926[25],[26]. L'église de Landaville fut presque entièrement reconstruite en 1761. Seul le clocher a été conservé de l'ancienne. Il s'élève aujourd'hui hors œuvre, sur le flanc septentrional de l'église actuelle (orientée ouest-est avec le portail à l’est), qui lui a été simplement accolée[27] qui lui a été simplement accolée (la nouvelle nef empiète sur la moitié de la tour côté est, comme prévu dans le devis de 1761[24]). C'est une grosse tour carrée, bien bâtie en calcaire oolithique du pays, soigneusement taillé et appareillé, une construction irréprochable. Elle s’élève sur la travée carrée de chœur, jadis voutée en croisée d’ogive, mais qui s’est effondrée.

Suivant la mode du pays, le clocher était placé jadis entre la nef et l'abside  : c’est pourquoi on voit encore parfaitement les traces sur chaque flanc occidental et oriental aujourd'hui dégagés (partiellement pour l’oriental)  : un arc doubleau en plein cintre parfaitement réalisé reposant sur des chapiteaux. Ceci a été bouché à la création de la nouvelle nef (l’ouverture carrée grillée sur la face ouest et la porte sur la face est sont récentes). On voit la trace de la toiture.
Sur la face nord du clocher il y a un arc de décharge (arc noyé en plein mur pour décharger la pression verticale de la maçonnerie supérieure) en plein cintre entre deux contreforts, avec à mi-hauteur une saillie soutenue par des consoles. Au-dessus s’ouvre une petite fenêtre étroite en plein cintre avec deux colonnettes.  Le clocher comprend quatre étages qui se réduisent, séparés par des cordons sculptés. L’étage du beffroi est percé sur chacune de ses faces nord et sud d'une ouïe composée de deux baies géminées en plein cintre, allongées et entourées d'un tore. Sur la face occidentale, il y a une fenêtre récente. Description détaillée et photos dans l'ouvrage Églises romanes des Vosges.
Clôture de chœur.
Confessionnal.
Chaire à prêcher.
Plaque funéraire du curé André Cacheux.
Ensemble de 3 cloches, fondues en 1826.
Le mobilier de l'église paroissiale de l'Assomption.
- La Roche Tournante ; La grotte de Chèvre-Roche dans le bois de Moyemont ; Le bois de Feyel ; La croix de Balandier[34].
- Le Château de Landaville (1823), avec son colombier et sa gloriette.

## Politique et administration
| Période                                  | Période                       | Identité         | Étiquette | Qualité      |
| ---------------------------------------- | ----------------------------- | ---------------- | --------- | ------------ |
| Les données manquantes sont à compléter. |                               |                  |           |              |
| 1945                                     | 1970                          | Georges Bouvinet |           |              |
| Les données manquantes sont à compléter. |                               |                  |           |              |
| avant 1995                               | En cours (au 18 février 2015) | René Maillard    | DVD       | Ancien cadre |

### Budget et fiscalité 2023

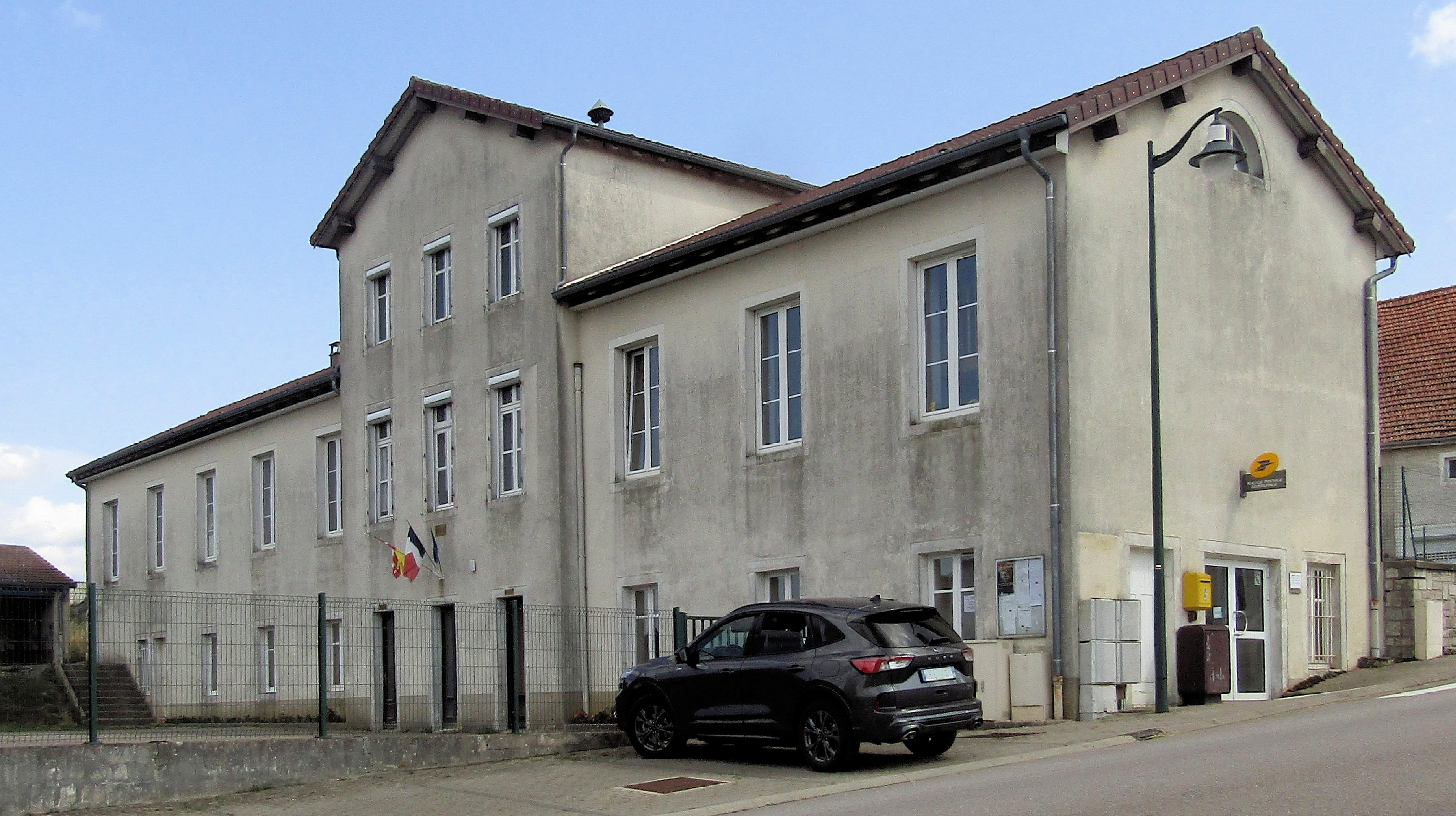
La mairie, l'école et la poste.

En 2023, le budget de la commune était constitué ainsi :
- total des produits de fonctionnement : 204 000 €, soit 860 € par habitant ;
- total des charges de fonctionnement : 190 000 €, soit 618 € par habitant ;
- total des ressources d'investissement : 20 000 €, soit 64 € par habitant ;
- total des emplois d'investissement : 55 000 €, soit 180 € par habitant ;
- endettement : 30 000 €, soit 97 € par habitant.

Avec les taux de fiscalité suivants :
- taxe d'habitation : 23,12 % ;
- taxe foncière sur les propriétés bâties : 37,05 % ;
- taxe foncière sur les propriétés non bâties : 17,36 % ;
- taxe additionnelle à la taxe foncière sur les propriétés non bâties : 0,00 % ;
- cotisation foncière des entreprises : 0,00 %.

Chiffres clés Revenus et pauvreté des ménages en 2021 : médiane en 2021 du revenu disponible, par unité de consommation : 21 070 €.

## Économie

### Entreprises et commerces

#### Commerces
- Commerces et services de proximité[38].

## Population et société

### Démographie

#### Évolution démographique
L'évolution du nombre d'habitants est connue à travers les recensements de la population effectués dans la commune depuis 1793. Pour les communes de moins de 10 000 habitants, une enquête de recensement portant sur toute la population est réalisée tous les cinq ans, les populations de référence des années intermédiaires étant quant à elles estimées par interpolation ou extrapolation. Pour la commune, le premier recensement exhaustif entrant dans le cadre du nouveau dispositif a été réalisé en 2007.

En 2022, la commune comptait 291 habitants, en évolution de −2,68 % par rapport à 2016 (Vosges : −2,96 %, France hors Mayotte : +2,11 %).
| 1793 | 1800 | 1806 | 1821 | 1831 | 1836 | 1841 | 1846 | 1856 |
| ---- | ---- | ---- | ---- | ---- | ---- | ---- | ---- | ---- |
| 562  | 565  | 573  | 595  | 717  | 713  | 726  | 724  | 632  |

| 1861 | 1866 | 1876 | 1881 | 1886 | 1891 | 1896 | 1901 | 1906 |
| ---- | ---- | ---- | ---- | ---- | ---- | ---- | ---- | ---- |
| 632  | 615  | 545  | 520  | 463  | 446  | 420  | 385  | 382  |

| 1911 | 1921 | 1926 | 1931 | 1936 | 1946 | 1954 | 1962 | 1968 |
| ---- | ---- | ---- | ---- | ---- | ---- | ---- | ---- | ---- |
| 366  | 313  | 311  | 288  | 259  | 261  | 300  | 320  | 336  |

| 1975 | 1982 | 1990 | 1999 | 2006 | 2007 | 2012 | 2017 | 2022 |
| ---- | ---- | ---- | ---- | ---- | ---- | ---- | ---- | ---- |
| 324  | 339  | 301  | 314  | 312  | 312  | 301  | 298  | 291  |

### Enseignement
Établissements d'enseignements :
- Écoles maternelles et primaires à Landaville, Rouvres-la-Chétive, Rebeuville, Châtenois, Bazoilles-sur-Meuse.
- Collèges à Châtenois, Neufchâteau, Mandres-sur-Vair, Liffol-le-Grand.
- Lycées à Neufchâteau, Mandres-sur-Vair,  Contrexéville

### Santé
Professionnels et services de santé :
- Médecins à Neufchâteau, Châtenois, Bulgnéville, Liffol-le-Grand[44].
- Pharmacies à Châtenois, Neufchâteau, Liffol-le-Grand[45].
- Hôpitaux à Neufchâteau, Vittel, Lamarche, Mirecourt[46].

Centre hospitalier de l'Ouest-Vosgien.

### Cultes
- Culte catholique, Paroisse Saint-Pierre-et-Saint-Paul-au-seuil-de-la-Lorraine[48], Diocèse de Saint-Dié.

## Personnalités liées à la commune
- Léon Zamaron (1872-1955), commissaire de police et collectionneur d'art
- Médaillés de Sainte-Hélène[49].

## Pour approfondir